# Area non incorporata

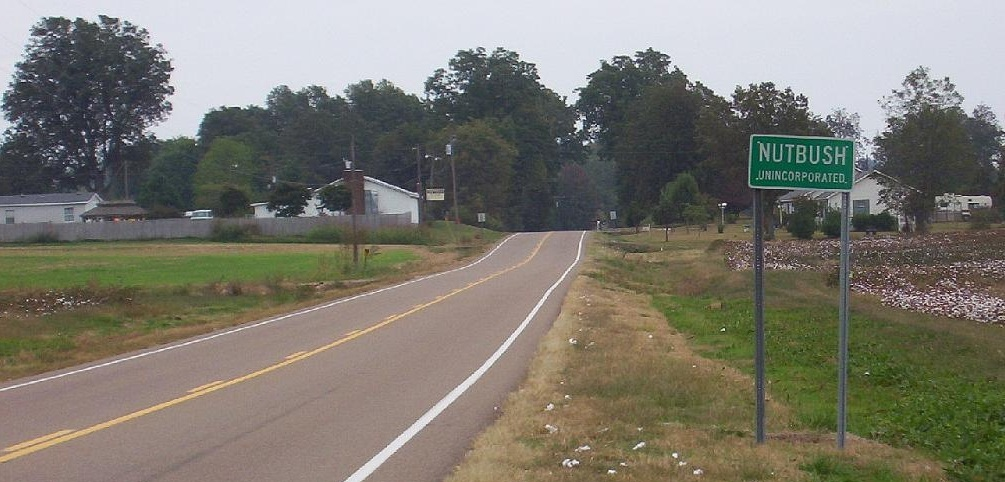
Area non incorporata della contea di Haywood (Tennessee)

Un'area non incorporata (in lingua inglese unincorporated area), nell'ambito del diritto amministrativo, è una specifica regione geografica o parte di territorio che non fa parte di alcuna municipalità, distretto o contea ed è priva quindi di personalità giuridica. Si ritrova soprattutto nei Paesi anglosassoni.

## Stato

### Australia
In Australia tali aree sono sovente situate in aree remote, in grandi spazi poco abitati. Le maggiori grandi aree - costituite in forme associative - sono situate nel Territorio del Nord, una zona che conta su una rete di oltre 9000 km di strade. La maggior parte delle terre del sud dell'Australia sono chiamate Outback Areas Community Development Trust e sono costituite anch'esse come società. L'ovest ed il nord del Nuovo Galles del Sud sono definiti Unincorporated Far West Region, ovvero Regione non incorporata dell’estremo ovest: un territorio la cui scarsità di popolazione non giustifica l'esistenza di un consiglio comunale. L'unico altro stato con località senza personalità giuridica è lo stato di Victoria che ha due piccole aree non incorporate nella contea di Alpine ed una nella contea di Mansfield (tutte e tre le località sono stazioni di sport invernali); altre località minori sorgono su piccole isole poco distanti dalla costa.

### Canada
Un caso di cittadina non incorporata è costituito da Sidney, situata nella zona sud-centrale della provincia di Manitoba. Singolare è il caso della cittadina di Beebe Plain, situata sul confine tra USA e Canada, ma che non fa parte di nessun distretto né negli Stati Uniti d'America né in Canada.

### Stati Uniti d'America
Nel governo locale degli Stati Uniti d'America, per area non incorporata si intende generalmente una parte di una contea che non appartiene ad una municipalità (city o town). In alcuni stati, le aree non incorporate sono amministrate direttamente dalle contee, mentre in altri stati l'amministrazione è affidata alle divisioni civili minori, tra cui le township.

### Germania
I Gemeindefreies Gebiet sono territori privi di appartenenza ad un comune (Gemeinde), che sono o proprietà del Land in cui si trovano o dello Stato Federale tedesco (Bundesrepublik Deutschland) oppure dell'Ufficio Federale Immobiliare. La loro autorità amministrativa si trova di norma presso l'Ufficio Amministrazione del Land ovvero del circondario corrispondente e l'Ufficio Anagrafe si trova in un comune vicino. Fanno eccezione due territori abitati non appartenenti ad alcun comune, dotati di propria amministrazione, siti in Bassa Sassonia, e altri due nello Schleswig-Holstein, per i quali gli uffici amministrativi competenti si trovano nel territorio al quale essi appartengono.

### Norvegia
Svalbard e Jan Mayen sono due territori insulari della Norvegia settentrionale (Svalbard e Jan Mayen).